# Jürgen Bähr
Jürgen Bähr (* 31. Oktober 1940 in Kassel; † 26. Februar 2014) war ein deutscher Geograph. Er war von 1977 bis 2006 ordentlicher Professor für Stadt- und Bevölkerungsgeographie an der Universität Kiel. Beachtung fand vor allem Bährs Entwicklung eines Modells der lateinamerikanischen Stadt.

## Lebenslauf
Bähr studierte Geographie und Mathematik an der Philipps-Universität Marburg. 1967 promovierte er in Marburg mit einer Arbeit zum Thema Kulturgeographische Wandlungen in der Farmzone Südwestafrikas zum Dr. rer. nat. und erwarb das Staatsexamen für das Höhere Lehramt in Geographie und Mathematik. Von 1967 bis 1973 war er wissenschaftlicher Assistent, Akademischer Rat bzw. Oberrat am Geographischen Institut der Universität Bonn, wo er 1973 bei Wilhelm Lauer, einem Schüler Carl Trolls, für das Fach Geographie habilitiert wurde. Das Thema der Habilitationsschrift war Migration im Großen Norden Chiles.
Von 1973 bis 1975 arbeitete er als Privatdozent am Geographischen Institut der Universität Bonn. Ab 1975 war Bähr als Professor für Wirtschaftsgeographie an der Universität Mannheim, bis er 1977 Professor für Geographie an der Universität Kiel wurde und dort den Lehrstuhl für Stadt- und Bevölkerungsgeographie übernahm. 2006 wurde er emeritiert. Er verstarb im Februar 2014.

## Schriften (Auswahl)
- mit Winfried Golte: Der niederrheinische Höhenzug von Xanten bis Kleve (= Rheinische Landschaften. Heft 4). Rheinischer Verein für Denkmalpflege und Landschaftsschutz, Köln 1974.
- Bevölkerungsgeographie: Verteilung und Dynamik der Bevölkerung in globaler, nationaler und regionaler Sicht (= UTB. 1249). Ulmer, Stuttgart 1983. (5., völlig neu bearbeitete Auflage. 2010, ISBN 978-3-8252-1249-0)
- mit Ulrich Jürgens: Stadtgeographie 2. Regionale Stadtgeographie. Stadtstrukturen und Stadttypen. Westermann, Braunschweig 2005, ISBN 3-14-160292-1.

### Modell der Lateinamerikanischen Stadt
- Neuere Entwicklungstendenzen lateinamerikanischer Großstädte. In: Geographische Rundschau. Band 28, 1976, S. 125–133.
- mit Günter Mertins: Idealschema der sozialräumlichen Differenzierung lateinamerikanischer Großstädte. In: Geographische Zeitschrift. Band 69, 1981, S. 1–33.
- Grundstrukturen der modernen Großstadt in Lateinamerika. In: W. Reinhard, P. Waldmann (Hrsg.): Nord und Süd in Amerika. 1, Freiburg 1992, S. 194–211.
- mit Günter Mertins: Die lateinamerikanische Großstadt. In: Wege der Forschung. Band 288, 1995.
- mit Axel Borsdorf und Michael Janoschka: Die Dynamik stadtstrukturellen Wandels in Lateinamerika im Modell der lateinamerikanischen Stadt. In: Geographica Helvetica. Band 57 (4), 2002, S. 300–310.